# أرثر كاساغراندي
أرثر كاساغراندي (بالإنجليزية: Arthur Casagrande)‏ ولد في 28 أغسطس 1902 في النمسا وتوفي في 6 سبتمبر 1981 هو مهندس مدني أمريكي ونمساوي المولد، قد مساهمات مهمة في بداية مجالات الجيولوجيا الهندسية والهندسة الجيوتقنية، اشتهر بتصميمه أجهزة اختبارات التربة وبحوثه في تسيل التربة وتطويره حدود اتربرغ وقام بتطوير برنامج تدريس ميكانيكا التربة في جامعة هارفارد في بداية عقد 1930.